# Fritz Delarge
Frédéric Marie Jean (Fritz) Delarge (Schaarbeek, 1 november 1888 - Athus, 3 februari 1936) was een Belgische atleet, die gespecialiseerd was in de middellange afstand. Hij veroverde één Belgische titel.

## Biografie
Tussen 1911 en 1914 behaalde Delarge verschillende medailles op de 800 m.en de 1500 m tijdens de Belgische kampioenschappen. Op het laatste nummer werd hij in 1914 Belgisch kampioen.
Fritz Delarge was aangesloten bij Excelsior Sports Club. Hij was de broer van de atleten Gérard, Henri en Jean Delarge.
Delarge die burgerlijk mijningenieur van opleiding was, werd directeur van de staalfabriek van Steinfort en later van de divisie Athus van de SA Angleur-Athus.

## Belgische kampioenschappen
| Onderdeel | Jaar |
| --------- | ---- |
| 1500 m    | 1914 |

## Palmares

### 800 m
- 1911:  BK AC
- 1914:  BK AC

### 1500 m
- 1911:  BK AC
- 1912:  BK AC
- 1913:  BK AC
- 1914:  BK AC - 4.14,4